# Горелов, Иван Титович
Иван Титович Горелов (1902 — неизвестно, Донецк, Украинская ССР) — директор Марьинской МТС Марьинского района Сталинской области, Украинская ССР. Герой Социалистического Труда (1958).

## Биография
Родился в 1902 году на территории современной Орловской области. В послевоенные годы — директор Марьинской МТС Марьинского района. Механизаторы руководимой им МТС обслуживали сельскохозяйственные предприятия Марьинского района.
Марьинская МТС под его руководством ежегодно досрочно выполняла плановые задания по обработке земель и сбору урожая в колхозах и совхозах Марьинского района. На этой МТС трудились механизаторы, которые стали Героями Социалистического Труда в разные годы: Николай Иванович Клименко (1951), Сергей Павлович Железняк (1952) и Григорий Михайлович Кужиль.
В 1957 году обеспечил сверхплановое выполнение производственных заданий по обработке земельных угодий, обмолоту зерновых и других сельскохозяйственных культур. Указом Президиума Верховного Совета СССР от 26 февраля 1958 года удостоен звания Героя Социалистического Труда за «особые заслуги в развитии сельского хозяйства и достижение высоких показателей по производству зерна, сахарной свёклы, мяса, молока и других продуктов сельского хозяйства и внедрение в производство достижений науки и передового опыта» с вручением ордена Ленина и золотой медали «Серп и Молот» (№ 7905).
Этим же указом званием Героя Социалистического Труда были удостоены первый секретарь Марьинского райкома партии Захар Николаевич Глухов, председатели колхозов «Червоный прапор» Мефодий Тимофеевич Лукьянец и «Октябрь» Спиридон Ерофеевич Бешуля, а также директор Хлебодаровской МТС Степан Алексеевич Козлов, с которой соревновалась Марьинская МТС.
В 1958 году Марьинская МТС была расформирована. Трудился на различных руководящих должностях в сельском хозяйстве Сталинской области.
После выхода на пенсию проживал в Донецке. Дата смерти не установлена.
Награды
- Герой Социалистического Труда
- Орден Ленина
- Орден Трудового Красного Знамени (30.04.1966)
- Медаль «За трудовую доблесть» (19.09.1953)